# 乌利·施蒂利克
乌尔里希·“乌利”·施蒂利克（德語：Ulrich "Uli" Stielike，1954年11月15日—），前德国足球运动员及主教练。此外，他也是1980年欧洲足球锦标赛的冠军队成员。

## 球员生涯
1962年，施蒂利克在7岁时便加盟凯奇足球俱乐部（SpVgg 06 Ketsch）的青年军开始其足球生涯。在17岁时，他首次入选德国青年国家足球队。当时的许多德甲球队均希望将其签入，但施蒂利克仍然继续履行与凯奇的合同。至1973年2月，他被亨内斯·魏斯魏勒招至门兴格拉德巴赫足球俱乐部。在德国青年队在1973年6月4日于欧洲青年足球锦标赛遭到淘汰后，施蒂利克于1973年6月9日对阵斯图加特的比赛中完成了自己的俱乐部首秀。
自1973年至1977年，施蒂利克在门兴格拉德巴赫主要司职后卫；此后直至1985年，他在皇家马德里又改踢中场。在历史上所有曾效力于这支久负盛名的俱乐部的8名德国球员中，施蒂利克的出场次数和入球数均为最高。在随纳沙泰尔足球俱乐部夺得两次瑞士冠军（1987年、1988年）后，施蒂利克结束了自己的球员生涯。而在此前，他也曾随门兴格拉德巴赫夺得三次德国足球冠军（1975年、1976年和1977年）、一次德国杯冠军（1973年）以及一次欧洲优胜者杯冠军（1975年）；随皇家马德里夺得三次西班牙冠军（1978年、1979年和1980年）、两次国王杯冠军（1980年、1982年）一次欧洲联盟杯冠军（1985年）。
自1975年至1984年，施蒂利克还代表西德国家足球队出场42次射入3球，凭借在1970年代的出色发挥，他也被视为传奇清道夫弗朗茨·贝肯鲍尔的理想继任人，并随队夺得了1980年欧洲足球锦标赛冠军及1982年世界杯足球赛亚军。但他没有参加1978年世界杯足球赛，因为根据德国足协主席赫尔曼·纽贝格的授意，时任西德队主教练的赫尔穆特·舍恩拒绝召入在德甲联赛以外作赛的球员。施蒂利克的最后一场国家队比赛是在1984年9月12日于杜塞尔多夫对阵阿根廷（1比3），这也是贝肯鲍尔就任国家队主教练后参加的首场国际比赛。
施蒂利克还是德国队在世界杯或欧锦赛历史上射失过点球的仅有的六人之一，他在1982年世界杯半决赛对阵法国的点球大战中将球射失（另五人分别为乌利·赫内斯於1976歐洲盃決賽的PK戰，卢卡斯·波多尔斯基於2010世界盃對戰塞爾維亞的小組賽，以及梅苏特·厄齐尔、巴斯蒂安·施魏因斯泰格和托马斯·穆勒三人在2016歐洲杯八強賽的PK戰），尽管球队仍然进入了决赛，但最终却被意大利所击败，无缘世界冠军。

## 教练生涯
在球员生涯结束后，施蒂利克留在了瑞士，并先后担任瑞士国家足球队和纳沙泰尔的主教练。他于1994年重返德国，首度执教德乙球队曼海姆足球俱乐部。1995年9月，施蒂利克开始休假，期间曾短暂执教西班牙球队阿爾梅里亞足球俱樂部，但由于在1996年忘记了终止与曼海姆的合同，这导致他的合同被延长至1997年6月。然而施蒂利克却放弃了这份年薪达454,000德国马克的工作，解约条件是带领曼海姆举办一场与为癌症儿童筹款的慈善比赛。
在完成解约后，由于德国国家足球队主教练贝尔蒂·福格茨于1998年辞职使得这一职位出现空缺，施蒂利克与时任德国足协主席的埃吉迪乌斯·布劳恩进行了会谈。他相信布劳恩会将自己作为福格茨的继任人，因此错误的接受了《踢球者》以此作为标题的采访。经过进一步的磋商，施蒂利克被确认为国家队的助理教练，主教练则由埃里希·里贝克担任。他在1998年9月9日至2000年5月7日一直担当里贝克的副手，但在2000年欧洲足球锦标赛到来之前，施蒂利克因与里贝克在一些方面的分歧而卸任，其职位由前汉堡球员霍斯特·赫鲁贝施所取代。
自2000年起，施蒂利克开始负责德国足协的青少年足球事务。除其他事项外，他还在2001年至2003年间负责考察有潜力备战2006年本土世界杯的青年才俊。在那之后，他又开始执教德国20岁以下国家足球队直至2006年，以及执教德国21岁以下国家足球队至2004年。他与德国足协的合同在2006年8月届满，然而却不获德国足协新任运动主管马蒂亚斯·萨默尔的续约。
2006年9月12日，施蒂利克接替法国人亨利·米歇尔出任科特迪瓦国家足球队主教练，后者曾在稍早举行的2006年非洲国家杯足球赛中获得亚军。其后由于儿子米夏埃尔（Michael）的一场大病，使得施蒂利克在2008年1月10日、2008年非洲国家杯足球赛开赛前10日便离开了球队。他的儿子最终在2008年2月1日死于肺纤维化，而科特迪瓦则在没有施蒂利克的带领下获得该届赛事的第四名。2008年3月，施蒂利克再度出任科特迪瓦主教练，但在他的合同期满后未获续约。
2008年5月31日，施蒂利克成为錫永足球俱樂部的新任主教练，他与球队签署了一份为期3年的合同。然而在2008年11月3日，俱乐部主席克里斯蒂安·康斯坦丁（Christian Constantin）宣布施蒂利克已被提前两年解雇，并即时生效。他随后在2009年1月来到卡塔尔，与多哈球队阿尔阿拉比签署了一份至2010年6月30日届满的执教合同。在合同期满后，他又转投本土竞争对手阿尔赛利亚并执教至2012年10月。
2014年9月24日，施蒂利克接手韩国国家队，期间赢得亚洲杯的亚军和东亚杯的冠军。2017年6月15日下课，执教996天超越许丁茂的912天成为韩国队历史上执教时间最长的教练。
2017年9月9日，暂列中超联赛倒数第二位的天津泰达任命施蒂利克为新任主教练，其首要任务为带队保级，最终，施蒂利克率领天津泰达在联赛最后7轮抢得15分（5胜2负），成功保级。泰达于2018赛季和2019赛季皆顺利保级，2019赛季更是夺得联赛第7名。2020赛季，天津泰达出售上赛季主力球员木热合买提江、杨帆，外援瓦格纳亦选择退役，而由于受到2019冠状病毒病疫情影响，施蒂利克直到联赛开始当日才回归球队，多种因素影响下，天津泰达开局不佳，5轮过后仅取1分，2020年8月19日，天津泰达宣布施蒂利克离任。次日，施蒂利克返回天津，有大批天津泰达球迷前往天津南站迎接施蒂利克也成为天津队历史上单次执教时间最长的外籍主教练。

## 荣誉
门兴格拉德巴赫
- 德国足球冠军：1975年、1976年、1977年
- 德国杯冠军：1973年
- 欧洲优胜者杯冠军：1975年

皇家马德里
- 西班牙足球甲级联赛冠军：1978年、1979年、1980年
- 西班牙国王杯冠军：1980年、1982年
- 西班牙联赛杯冠军：1985年
- 欧洲联盟杯冠军：1985年

纳沙泰尔
- 瑞士足球超级联赛冠军：1987年、1988年

国家队
- 欧洲足球锦标赛冠军：1980年
- 东亚杯冠军：2015年